# Бенадерет, Би
Беатрис «Би» Бенадерет (англ. Beatrice "Bea" Benaderet, 4 апреля 1906, Нью-Йорк, Нью-Йорк — 13 октября 1968, Лос-Анджелес, Калифорния — 13 октября 1968) — американская актриса.

## Биография
Беатрис Бенадерет родилась в Нью-Йорке в семье турецкого иммигранта еврейского происхождения и американки с ирландскими корнями, а своё детство провела в Сан-Франциско. Её профессиональный дебют состоялся на радио в 12-летнем возрасте, а первого успеха она добилась в начале 1940-х, благодаря ролям в комедийных телепередачах «Выдумщик Макги и Молли», «Шоу Бёрнса и Аллен» и «Мой любимый муж». Начиная с 1940 года Би Бенадерет стала регулярно участвовать в озвучивании героев мультипликационных серий «Merrie Melodies», где её голосом говорили многие женские персонажи, включая Бабулю, хозяйку Сильвестера и Твитти, Маму-медведицу, Красную шапочку, а также ещё более чем двух десятков персонажей. В 1950-х стартовала плодотворная карьера Бенадерет на телевидении, где актриса запомнилась своими ролями в телесериалах «Я люблю Люси», «Шоу Джорджа Бернса и Грейси Аллен», «Сансет-Стрип, 77», «Пит и Глэдис», «Деревенщина из Беверли-Хиллз», «Станция Юбочкино» и «Зелёные просторы». За роль Бланш Мортон в «Шоу Джорджа Бернса и Грейси Аллен» Би Бенадерет дважды номинировалась на Прайм-тайм премию «Эмми» в 1954 и 1955 году.
От своего первого супруга, актёра Джима Баннота, Бенадерет родила двоих детей. Их брак продлился с 1938 по 1950 год и завершился разводом. В 1957 году она вышла замуж за звукорежиссёра Юджина Тумбли, с которым оставалась вместе последующие 11 лет. В 1967 году у актрисы был диагностирован рак лёгкого, а год спустя она скончалась от осложнений болезни и пневмонии в Лос-Анджелесе в возрасте 62 лет. Её второй супруг умер в день её похорон от сердечного приступа, и был вскоре погребён рядом с ней. За вклад в развитие американского телевидения Би Бенадерет удостоена звезды на Голливудской аллее славы.